# Amatssou
Amatssou — девятый студийный альбом туарегской группы пустынного блюза Tinariwen, выпущенный 19 мая 2023 года на лейбле Wedge Records. Название альбома означает «за пределами страха» на берберском языке тамашек. В альбоме участвует Фэтс Каплин, продюсером выступил Даниэль Лануа.

## История
После успеха предыдущего альбома Amadjar группа Tinariwen получила приглашение от Джека Уайта записать свой следующий альбом в его студии в Нашвилле, штат Теннесси. Этим планам помешала пандемия COVID-19, и Tinariwen не смогли выехать за пределы родного региона на севере Африки. Вместо этого группа организовала мобильную студию звукозаписи в алжирском национальном парке Тассили Н’Аджер, а некоторые дополнительные записи проводились в лагере в Мавритании. Дэниел Лануа удалённо спродюсировал работу в своей студии в Лос-Анджелесе (Калифорния), и отобрал музыкантов, которые приехали в места записи Tinariwen. Вклад перкуссиониста Амара Чауи был записан в Париже (Франция).
При участии Лануа в альбом были добавлены элементы кантри-рока, блюграсса и американской народной музыки, которые ранее не исследовались Tinariwen, с некоторыми дополнительными экспериментами в роке и психоделической музыке. Один из рецензентов сравнил звучание и отношение альбома с жанром кантри-оутлоу.

## Отзывы
| Оценки критиков | Оценки критиков |
| Источник        | Оценка          |
| --------------- | --------------- |
| AllMusic        | [ 1 ]           |

Альбом получил положительные отзывы критиков. Тимоти Монгер на AllMusic назвал альбом «захватывающим и странным… [Tinariwen] — это музыкальная единица, не похожая ни на кого другого, передающая сущность своей культуры через творческие поиски и взаимодополняющие сотрудничества, но при этом всегда ориентирующаяся на свой внутренний компас». Том Тейлор из Far Out назвал альбом «необыкновенной музыкой, которая утоляет жажду души к спиритизму в эти суматошные времена, как первый глоток холодного напитка после похода к водопою в жаркий летний день» .
По словам Холли Хейзелвуд из Spectrum Culture, «Amatssou — это захватывающий опыт, красиво перебирающий звуки всего, от южного рока до немецкого психо-рока, взаимодействие между музыкантами манит вас внутрь, готовое поразить вас ещё одной увлекательной смесью звуков». Exclaim! отметил музыкальное разнообразие альбома, назвав его «самой разнообразной работой Tinariwen», в которой «органично сочетаются тягучее банджо, грустная скрипка и угрюмый продюсинг Лануа, и все это звучит совершенно по-своему». Альбом также получил положительную рецензию от Glide Magazine.
Критики также отметили лирические темы альбома, посвящённые страданиям угнетённых народов и продолжающимся проблемам, с которыми сталкивается народ туарегов из-за военных действий и социальных волнений в их родном регионе Мали и Нигерии. Financial Times назвала Amatssou «гневным альбомом, полным предательства». "По словам Адриана Понтекорво из Pop Matters, «Тинаривен поют о мучениках, битвах, единстве и надеждах на будущее, выступая за справедливость». В то время как Джон Льюис из Uncut отметил, что тексты альбома отражают «объективный урок того, насколько запутанным и сложным может быть восстание», Дэвид Хатчон из Mojo описал Amatssou как «Незабываемый огонь, [который] все ещё горит в Сахаре».

## Список композиций
| №                   | Название             | Автор(ы)                               | Длительность |
| ------------------- | -------------------- | -------------------------------------- | ------------ |
| 1.                  | «Kek Algham»         | Abdallah Ag Alhousseyni                | 3:32         |
| 2.                  | «Tenere Den»         | Touhami Ag Alhassane / Eyadou Ag Leche | 3:32         |
| 3.                  | «Arajghiyine»        | Ibrahim Ag Alhabib                     | 3:50         |
| 4.                  | «Imzad (Interlude)»  | Ibrahim Ag Alhabib                     | 1:02         |
| 5.                  | «Tidjit»             | Ibrahim Ag Alhabib                     | 5:13         |
| 6.                  | «Jayche Atarak»      | Ibrahim Ag Alhabib                     | 6:00         |
| 7.                  | «Imidiwan Mahitinam» | Touhami Ag Alhassane / Eyadou Ag Leche | 3:33         |
| 8.                  | «Ezlan»              | Abdallah Ag Alhousseyni                | 5:28         |
| 9.                  | «Anemouhagh»         | Ibrahim Ag Alhabib                     | 3:45         |
| 10.                 | «Iket Adjen»         | Abdallah Ag Alhousseyni                | 3:24         |
| 11.                 | «Nak Idnizdjam»      | Ibrahim Ag Alhabib                     | 5:29         |
| 12.                 | «Tinde (Interlude)»  | Ibrahim Ag Alhabib                     | 2:13         |
| Общая длительность: | Общая длительность:  | Общая длительность:                    | 47:01        |

## Персонал
- Ибрагим Аг Альхабиб — ведущий вокал и ведущая гитара (треки 3, 4, 5, 6, 9, 11, 12)
- Абдаллах Аг Альхусейни — ведущий вокал и ведущая гитара (треки 1, 8, 10), бэк-вокал (все треки)
- Альхассан Аг Тухами — ведущий вокал и ведущая гитара (трек 2, 7), бэк-вокал (все треки)
- Eyadou Ag Leche — бас, бэк-вокал (все треки)
- Элага Аг Хамид — гитара, бэк-вокал (все треки)
- Саид Аг Айад — перкуссия, бэк-вокал (все треки)
- Уэс Корбетт — банджо (трек 1)
- Фэтс Каплин — банджо, педальная стальная гитара, скрипка (треки 2, 8, 9, 11)
- Даниэль Лануа — педальная стальная гитара, фортепиано (треки 3, 6)
- Мачар Фатимата — вокал (треки 4, 12)
- Амар Чауи — перкуссия